# نصف قطر أينشتاين
نصف قطر أينشتاين (بالإنجليزية: Einstein radius)‏ هو نصف قطر حلقة أينشتاين، وهي زاوية مميزة لعدسات الجاذبية بشكل عام، حيث أن المسافات النموذجية بين الصور في عدسات الجاذبية هي بترتيب نصف قطر أينشتاين.